# Rörsjön (Husby socken, Dalarna)
Rörsjön är en sjö i Hedemora kommun i Dalarna och ingår i Dalälvens huvudavrinningsområde. Sjön har en area på 0,122 kvadratkilometer och ligger 81 meter över havet.

## Delavrinningsområde
Rörsjön ingår i det delavrinningsområde (669097-151404) som SMHI kallar för Ovan VDRID = Trollbosjöån i Dalälvens vattendrags*. Medelhöjden är 102 meter över havet och ytan är 6,83 kvadratkilometer. Räknas de 2483 avrinningsområdena uppströms in blir den ackumulerade arean 25 970,18 kvadratkilometer. Avrinningsområdets utflöde Dalälven (Österdalälven) mynnar i havet. Avrinningsområdet består mestadels av skog (40 procent) och jordbruk (39 procent). Avrinningsområdet har 0,68 kvadratkilometer vattenytor vilket ger det en sjöprocent på 9,9 procent.